# Five Corners (Washington)
Five Corners és una concentració de població designada pel cens dels Estats Units a l'estat de Washington. Segons el cens del 2000 tenia 12.207 habitants.

## Demografia
Segons el cens del 2000, Five Corners tenia 12.207 habitants, 4.100 habitatges, i 3.222 famílies. La densitat de població era de 763,9 habitants/km².
Dels 4.100 habitatges en un 40,6% hi vivien nens de menys de 18 anys, en un 63,5% hi vivien parelles casades, en un 10,3% dones solteres, i en un 21,4% no eren unitats familiars. En el 15,1% dels habitatges hi vivien persones soles el 4% de les quals corresponia a persones de 65 anys o més que vivien soles. El nombre mitjà de persones vivint en cada habitatge era de 2,96 i el nombre mitjà de persones que vivien en cada família era de 3,29.
Per edats la població es repartia de la següent manera: un 30,2% tenia menys de 18 anys, un 8% entre 18 i 24, un 32,4% entre 25 i 44, un 23,5% de 45 a 60 i un 5,9% 65 anys o més.
L'edat mediana era de 33 anys. Per cada 100 dones de 18 o més anys hi havia 98,5 homes.
La renda mediana per habitatge era de 51.688 $ i la renda mediana per família de 55.302 $. Els homes tenien una renda mediana de 41.200 $ mentre que les dones 27.630 $. La renda per capita de la població era de 19.570 $. Aproximadament el 3,1% de les famílies i el 5,7% de la població estaven per davall del llindar de pobresa.

## Poblacions properes
El següent diagrama mostra les poblacions més properes.